# XSS 11
XSS 11 (Experimental Satellite System 11, auch als USA-165 bezeichnet) war ein kleiner, militärischer Experimentalsatellit, der vom Air Force Research Laboratory der US Air Force entwickelt wurde, um autonome Annäherungsoperationen an andere Raumflugkörper zu erproben. Insbesondere sollen die erprobten Technologien bei der In-Orbit-Reparatur, Inspektion und Aufklärung Anwendung finden.
XSS 11 baut auf der früheren Mission XSS 10 auf und hat eine ähnliche Aufgabenstellung wie der etwa gleichzeitig entwickelte NASA-Satellit DART.

## Aufbau
XSS 11 wurde von Lockheed Martin gebaut und wog beim Start 138 kg. Das Antriebssystem besaß eine Geschwindigkeitsänderungskapazität (Delta v) von mehr als 600 m/s. Der Satellit hatte eine quaderförmige Struktur und besaß eine Dreiachsenlageregelung. Die Stromversorgung wurde über zwei ausklappbare Solarzellenpaneele gewährleistet, die nicht schwenkbar waren.
Das Instrument für die Rendezvous-Operationen war ein LIDAR-Sensor. Als zusätzliche Nutzlast befanden sich ein vom Naval Research Laboratory gebauter Kommunikationstransponder sowie eine Kamera und ein Sternensensor an Bord.

## Mission

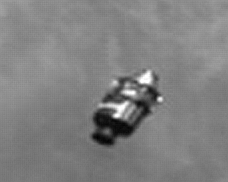
Vierte Stufe der Minotaur-1-Trägerrakete aufgenommen von XSS 11

XSS 11 wurde am 11. April 2005 mit einer Minotaur-1-Rakete von der Vandenberg Air Force Base in eine niedrige Umlaufbahn von 839 × 875 km und einer Bahnneigung von 98,8° gestartet und führte über 18 Monate seine Experimente durch.
Zunächst führte XSS 11 Manöver um die vierte Stufe der Minotaur-1-Trägerrakete, die mit dem Satelliten in die Umlaufbahn gelangte, durch. Danach sollte der Satellit mit sechs bis acht weiteren Objekten Rendezvous-Manöver durchführen. Außer vom erfolgreichen Rendezvous mit der Oberstufe der Trägerrakete wurden keine Missionsergebnisse veröffentlicht.
Der Satellit verglühte am 11. November 2013.

## Kontroverse
Die Fähigkeit, autonome Annäherungsmanöver an andere, nicht kooperative Satelliten durchführen zu können, ermöglicht es, Satelliten wie den XSS 11 als Anti-Satelliten-Waffe einzusetzen, der feindliche Satelliten durch Rammstoß zerstören kann. Der US Air Force wurde in den Medien vielfach vorgeworfen, die Technologieerprobung bei XSS 11 sei lediglich eine Tarnung für die Entwicklung einer solchen Waffe.